# قطا أسود البطن
قطا أسود البطن (الاسم العلمي: Pterocles orientalis) (بالإنجليزية: Black-bellied Sandgrouse)‏ هو طائر ينتمي إلى قطويات (فصيلة: Pteroclididae). يعرف أيضا باسم القطا الكدري.